# 38642 Breukers
38642 Breukers este o planetă minoră (asteroid), cu un diametru de 2,146 km, din centura de asteroizi. A fost descoperită pe 5 iulie 2000 la Stația Anderson Mesa de Lowell Observatory Near-Earth-Object Search. 
Obiectul prezintă o orbită caracterizată de o semiaxă mare de 2,5756435 UAi, o excentricitate de 0,25, o înclinație de 6,04201 ° în raport cu ecliptica.